# Incilius leucomyos
Espèce
Synonymes
- Bufo leucomyos McCranie & Wilson, 2000

Statut de conservation UICN

 NT  : Quasi menacé
Incilius leucomyos est une espèce d'amphibiens de la famille des Bufonidae.

## Répartition

Distribution

Cette espèce est endémique du Honduras. Elle se rencontre du niveau de la mer jusqu'à 1 600 m d'altitude sur le versant atlantique.

## Publication originale
- McCranie & Wilson, 2000 : A new species of high-crested toad of the Bufo valliceps group from north-central Honduras. Journal of Herpetology, vol. 34, no 1, p. 21-31.